# Liste der denkmalgeschützten Objekte in Waldburg (Oberösterreich)
Die Liste der denkmalgeschützten Objekte in Waldburg enthält die 8 denkmalgeschützten, unbeweglichen Objekte in Waldburg.

## Denkmäler
| Foto |                 | Denkmal                                                                                | Standort                              | Beschreibung | Metadaten |
| ---- | --------------- | -------------------------------------------------------------------------------------- | ------------------------------------- | --- | --- |
| ja   | Datei hochladen | Kath. Filialkirche Hll. Petrus und Paulus HERIS-ID: 25996 Objekt-ID: 22450             | Sankt Peter Standort KG: Schwandt     | Die Kirche ist eine hohe, dreischiffige und fünfjochige Hallenkirche im spätgotischen Stil. Außen an Langhaus und Chor befinden sich Strebepfeiler. Das westliche Portal ist spätgotisch und gedrückt spitzbogig. Die Eingangstüre, ein Holztor, stammt aus der Zeit um 1900. Die Satteldächer sind über dem Chor abgewalmt und der kleine Turm besitzt einen renovierten Zwiebelhelm. Um die Kirche liegt der ummauerte Friedhof, der durch zwei Spitzbogentore vom Ort aus betreten werden kann. | BDA-Hist.: Q1413209 Status: § 2a Stand der BDA-Liste: 2025-06-30 Name: Kath. Filialkirche Hll. Petrus und Paulus GstNr.: .109 Filialkirche St. Peter (Waldburg)                      |
| ja   | Datei hochladen | Hl. Kreuz-Kapelle, Kalvarienbergkapelle zum Hl. Kreuz HERIS-ID: 20247 Objekt-ID: 16549 | Sankt Peter Standort KG: Schwandt     | Die Kapelle ist ein gotischer Bau aus dem späten 14. Jahrhundert. Die Kapelle ist ein einjochiger Bau mit Kreuzrippengewölbe. Der Hochaltar zeigt eine Kreuzigungsgruppe, geschaffen von Franz Xaver Schneider zwischen 1836 und 1842. Die Gruft der Zinespan ist heute nicht mehr zugänglich. | BDA-Hist.: Q63986186 Status: § 2a Stand der BDA-Liste: 2025-06-30 Name: Hl. Kreuz-Kapelle, Kalvarienbergkapelle zum Hl. Kreuz GstNr.: .108 Allerheiligenkapelle (Waldburg-St. Peter) |
| ja   | Datei hochladen | Viadukt der ehem. Pferdeeisenbahn HERIS-ID: 60265 Objekt-ID: 72438                     | Waldburg Standort KG: Schwandt        | Ein 1830/32 erbautes Viadukt der Pferdeeisenbahn. Dieses Viadukt ist bis heute fast unverändert erhalten geblieben und ist ein imposantes, technikgeschichtliches Bauwerk, zweibogig über Straße und den Kronbach. Das Viadukt ziert das Gemeindewappen. Das Viadukt quert die Grenze der Katastralgemeinden Waldburg und Schwandt. | BDA-Hist.: Q38091329 Status: Bescheid Stand der BDA-Liste: 2025-06-30 Name: Viadukt der ehem. Pferdeeisenbahn GstNr.: 3081/2, 3120/2, 1770/2                                         |
| ja   | Datei hochladen | Viadukt der ehem. Pferdeeisenbahn HERIS-ID: 38785 Objekt-ID: 38388                     | Waldburg Standort KG: Waldburg        | Das Viadukt quert die Grenze der Katastralgemeinden Waldburg und Schwandt (siehe dort). | BDA-Hist.: Q37983952 Status: Bescheid Stand der BDA-Liste: 2025-06-30 Name: Viadukt der ehem. Pferdeeisenbahn GstNr.: 2200, 2196, 2490                                               |
| ja   | Datei hochladen | Pfarrhof HERIS-ID: 20239 Objekt-ID: 16541                                              | Waldburg 16 Standort KG: Waldburg     | Ein Dreiseithof, größtenteils aus dem 18. Jahrhundert. Im Inneren Flachtonnen und Riemlingdecke aus 1785. | BDA-Hist.: Q37850745 Status: § 2a Stand der BDA-Liste: 2025-06-30 Name: Pfarrhof GstNr.: .95                                                                                         |
| ja   | Datei hochladen | Flur-/Wegkapelle HERIS-ID: 20241 Objekt-ID: 16543                                      | bei Waldburg 17 Standort KG: Waldburg | Eine Wegkapelle am Ortsplatz mit einer Figur des hl. Johannes Nepomuk. | BDA-Hist.: Q37850760 Status: § 2a Stand der BDA-Liste: 2025-06-30 Name: Flur-/Wegkapelle GstNr.: 1402/2                                                                              |
| ja   | Datei hochladen | Kath. Pfarrkirche hl. Maria Magdalena HERIS-ID: 20273 Objekt-ID: 16575                 | Waldburg Standort KG: Waldburg        | Eine einschiffige, vierjochige Kirche mit zweijochigem Chor. Der spätgotische Bau hat ein Netzrippengewölbe und einen Turm an der Westseite. Am bemerkenswertesten sind die drei spätgotischen Flügelaltäre aus dem Jahr 1517 im Stil der Donauschule. | BDA-Hist.: Q37850793 Status: § 2a Stand der BDA-Liste: 2025-06-30 Name: Kath. Pfarrkirche hl. Maria Magdalena GstNr.: .104 Pfarrkirche hl. Maria Magdalena, Waldburg                 |
| ja   | Datei hochladen | Bildstock HERIS-ID: 20277 Objekt-ID: 16579                                             | Waldburg Standort KG: Waldburg        | In der Ortschaft Marreith, neben dem Güterweg Marreith 1, stehender Tabernakelpfeiler aus dem Jahr 1844 mit spätgotischem Pfeiler. Anmerkung: Koordinaten grundstücksgenau, passen nicht zur Beschreibung. | BDA-Hist.: Q37850808 Status: § 2a Stand der BDA-Liste: 2025-06-30 Name: Bildstock GstNr.: 2914/1                                                                                     |

## Ehemalige Denkmäler
| Foto |                 | Denkmal         | Standort                          | Beschreibung                                  | Metadaten                                                                                    |
| ---- | --------------- | --------------- | --------------------------------- | --------------------------------------------- | -------------------------------------------------------------------------------------------- |
| BW   | Datei hochladen | Schule bis 2010 | Waldburg 31 Standort KG: Waldburg | 1903 erbaut mit schlichter Fassadengliederung | BDA-Hist.: Q125341869 Status: § 2a Stand der BDA-Liste: 2010-06-22 Name: Schule GstNr.: .166 |